# Wyrok śmierci (film 1980)
Wyrok śmierci – polski film wojenny z 1980 roku, na podstawie noweli Jerzego Gierałtowskiego pt. Wakacje kata.
Plenery: dworzec Łódź Kaliska, Zamość (Rynek Wielki), Lublin (Zamek, Rynek, Plac Katedralny).

## Obsada aktorska
- Wojciech Wysocki – Smukły
- Jerzy Bończak – Nurek
- Doris Kunstmann – Christine Muller
- Stanisław Igar – von Dehl
- Sławomira Łozińska – Zyta
- Piotr Dejmek – porucznik Zyndram
- Leon Niemczyk – major Rawicz
- Holger Mahlich – Hans Frank
- Erich Thiede – Heinrich Himmler
- Klaus-Peter Thiele – Foerster
- Tadeusz Kożusznik
- Remigiusz Rogacki
- Jerzy Kryszak

## Fabuła
Rok 1943. Smukły - podchorąży AK wykonuje wyroki śmierci na konfidentach i wysokich rangą oficerach SS i gestapo. Przybywa do Zamościa i razem z Nurkiem zabijają - Foerstera, SS-mana. Smukły musi także zabić Christine, jego kochankę, która jednak nie jest mu obojętna. Podczas akcji na dworcu ginie Nurek. Smukły chce wycofać się z konspiracji, ale musi wykonać ostatni wyrok.